# Joan Fontcuberta
Joan Fontcuberta, född 24 februari 1955 i Barcelona, är en spansk fotograf och konceptkonstnär.
Joan Fontcuberta har utbildat sig i data- och systemvetenskap vid Universitat Autònoma de Barcelona med examen 1977. Han har varit lärare vid Pompeu Fabra-universitetet i Barcelona sedan 1993. Han var medgrundare till tidskriften Photovision 1980.
| ”                    | För honom är inte den fotografiska handlingen, att rikta objektivet mot ett motiv, att trycka på en slutarknapp, det intressanta. Det är inte heller viktigt om han själv eller någon annan tagit bilderna. På det viset är han en utpräglat postmodern konstnär, så långt borta från Henri Cartier-Bressons avgörande ögonblick man kan komma. För Fontcuberta är det centrala att sätta in bilderna i ett sammanhang. | „ |
| – Clemens Poellinger | |   |

Joan Fontcuberta fick Hasselbladpriset 2013.

## Källor

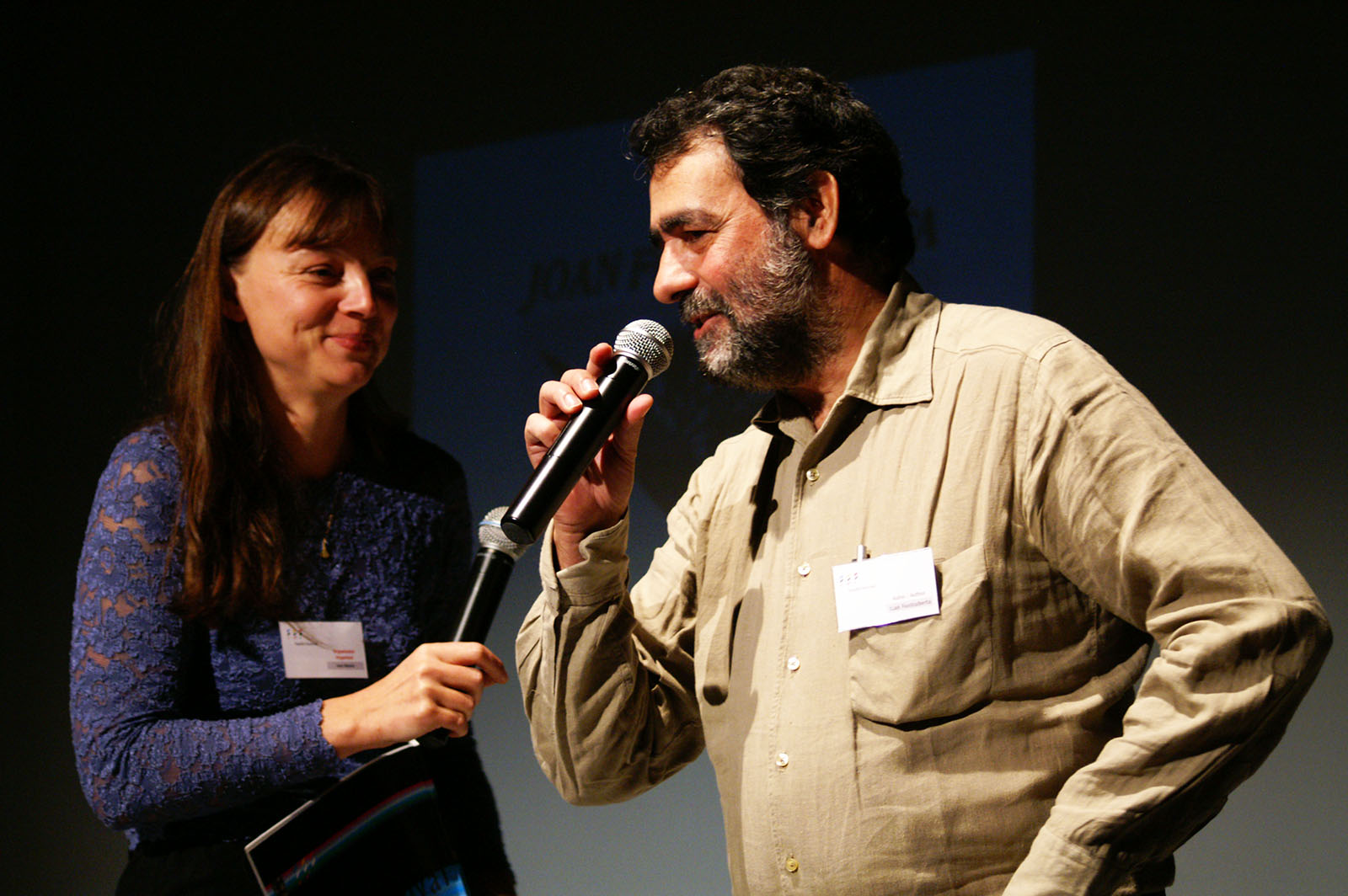
Joan Fontcuberta på FotoArtFestival i Polen 2007.